# Motorsportjahr 1897
1894 | 1895 | 1896 | Motorsportjahr 1897 | 1898 | 1899 | 1900 | 1901 | ►

Weitere Sportereignisse
Im Motorsportjahr 1897 fanden nur einige Rennen über vergleichsweise kurze Distanzen statt. Stattdessen wurde jedoch erstmals die Geschwindigkeitswoche in Nizza durchgeführt, in der eine Reihe unterschiedlicher Wettbewerbe ausgetragen wurden. Dazu gehörte ein kurzes Rennen von Nizza nach La Turbie – das wohl erste Bergrennen für Automobile überhaupt, sowie ein „Sprint“ genanntes Beschleunigungsrennen, das als erstes Drag Race gelten kann.

## Rennkalender
|   | Datum      | Rennen                    | Sieger                                          |
| - | ---------- | ------------------------- | ----------------------------------------------- |
| 1 | 29.–31.01. | Marseille–Nizza–La Turbie | Gaston de Chasseloup-Laubat (Trépardoux & Cie.) |
| 2 | 24.07.     | Paris–Dieppe              | Paul Jamin (Léon Bollée)                        |
| 3 | 14.08.     | Paris–Trouville           | Gilles Hourgières (Panhard & Levassor)          |
| 4 | 22.–23.08. | Lyon–Uriage–Lyon          | Etienne Giraud (Panhard & Levassor)             |
| 5 | 12.09.     | Arona–Stresa–Arona        | Giuseppe Cobianchi (Benz)                       |

## Rennergebnisse

### Marseille–La Turbie
| Platz | Fahrer                      | Team               | Zeit       |
| ----- | --------------------------- | ------------------ | ---------- |
| 1     | Gaston de Chasseloup-Laubat | Trépardoux & Cie.  | 7:45:09 h  |
| 2     | Georges Lemaitre            | Peugeot            | +21:18 min |
| 3     | Charles Prévost             | Panhard & Levassor | +40:51 min |

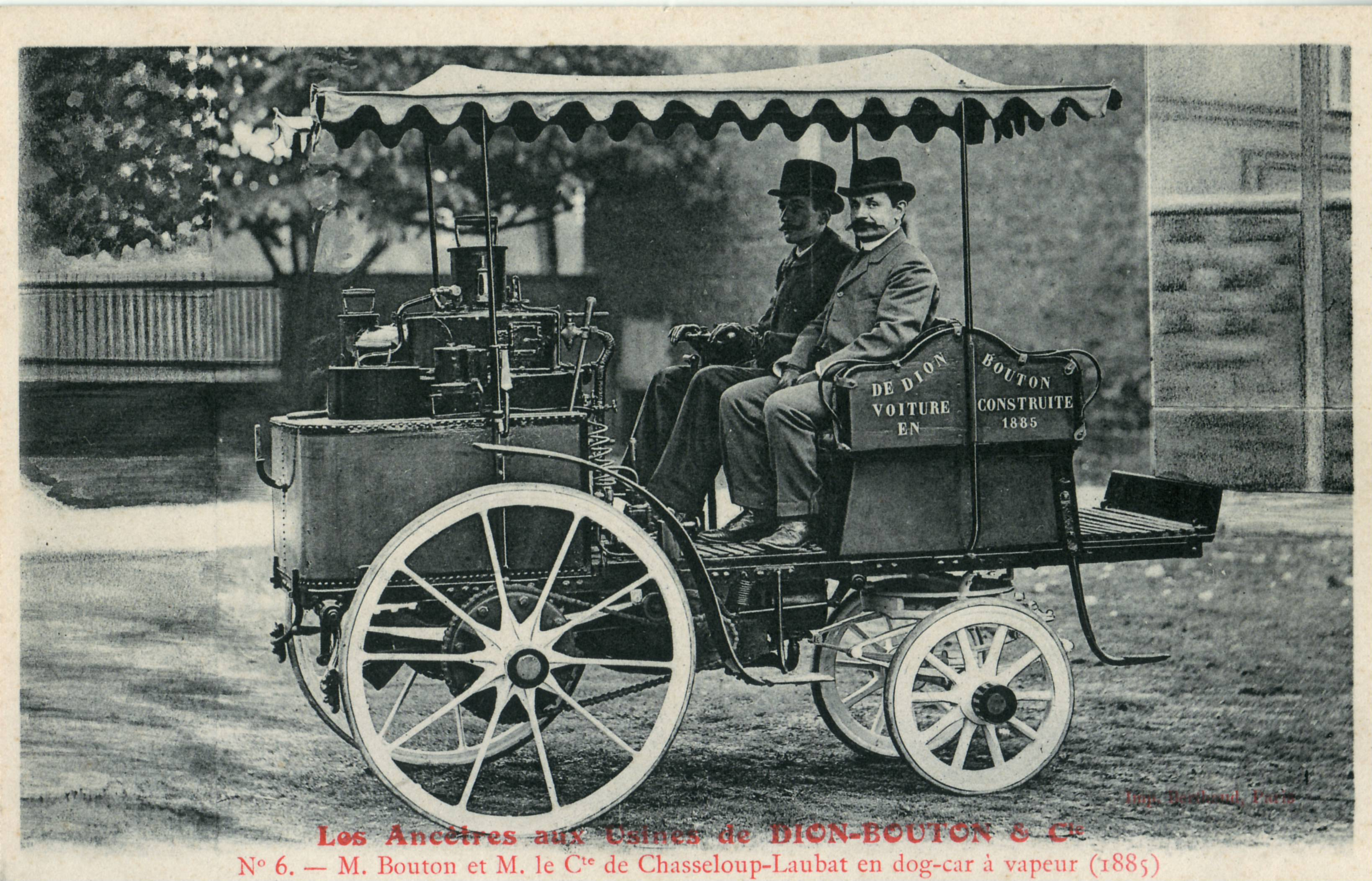
Georges Bouton und der Comte de Chasseloup-Laubat in einem Dampfwagen Trépardoux & Cie. Dog Cart de route von 1885. Möglicherweise handelt es sich um das Siegerfahrzeug der Wettfahrt Marseille–La Turbie. (Werbepostkarte von De Dion-Bouton, ca. 1907)

Das erste internationale Rennen des Jahres Marseille–La Turbie fand an der Französischen Riviera statt. In drei Tagesetappen vom 29. bis zum 31. Januar 1897 musste von Marseille über Fréjus und Nizza nach La Turbie gefahren werden. Es gab zwei Kategorien: Automobile und Motorräder, wobei in letzterer auch Motordreiräder („Tricycles“) und sogar Voiturettes fuhren.
Steile Hügel und scharfe Kurven prägten die anspruchsvolle, 233 km Route, für die der Sieger Gaston de Chasseloup-Laubat rund 7 h 45 min, also einen Schnitt von rund 30 km/h erzielte.
Dies war die einzige der großen Fernfahrten, die von einem Dampfwagen gewonnen werden konnte; Chasseloup-Laubat konnte zudem alle drei Tagesetappen für sich entscheiden.

### Paris–Dieppe
| Platz | Fahrer            | Team               | Zeit       |
| ----- | ----------------- | ------------------ | ---------- |
| 1     | Paul Jamin        | Léon Bollée        | 4:13:33 h  |
| 2     | Albert de Dion    | De Dion-Bouton     | 0+6:01 min |
| 3     | Gilles Hourgières | Panhard & Levassor | +22:27 min |

Beim Rennen von Paris nach Dieppe über 171 km am 24. Juli 1897 gab es erstmals verschiedene Wagenklassen: Zweisitzer, Viersitzer, Sechssitzer, Voiturettes (also kleine Fahrzeuge) und Dreiräder (Tricycles).

### Paris–Trouville
| Platz | Fahrer            | Team               | Zeit       |
| ----- | ----------------- | ------------------ | ---------- |
| 1     | Gilles Hourgières | Panhard & Levassor | 4:16:03 h  |
| 2     | Georges Lemaitre  | Peugeot            | 0+1:37 min |
| 3     | Albert de Dion    | De Dion-Bouton     | +10:22 min |

Das Rennen Paris–Trouville am 14. August 1897 wurde über 173 km von Paris nach Trouville-sur-Mer in der Normandie durchgeführt.
Motorräder und vierrädrige Autos starteten gemeinsam. Der Sieger Gilles Hourgières erreichte einen Schnitt von über 40 km/h.